# Masoninae
Masoninae  (лат.) — подсемейство паразитических перепончатокрылых из семейства браконид.

## Распространение
Австралия, Афротропика, Новый Свет.

## Описание
Мелкие наездники (0,7—1,8 мм), желтовато-коричневые. Самки бескрылые с толстыми бёдрами ног, самцы крылатые. Голова самок прогнатическая, бульбовидная и суживающаяся к шейному соединению с грудью. Оцеллии у самок отсутствуют. Усики 12—16-члениковые. Формула щупиков 4,1. Лицо и клипеус широкие. Жилкование крыльев редуцировано, второй и третий метасомальные сегменты слиты, тергиты гладкие (второй метасомальный шов отсутствует). Аутапоморфией среди всех браконид и ихневмонид служит крупный гулярный склерит.

## Систематика
2 рода и 8 видов, включая два ископаемых из доминиканского янтаря. Впервые выделено в 1995 году при описании типового рода Masona (названного в честь крупного браконидолога и энтомолога У. Мэйсона (Dr. W. R. M. Mason, 1921—1991) и нескольких новых видов голландским гименоптерологом Корнелиусом В. Ахтербергом (Nationaal Natuurhistorisch Museum, Лейден, Нидерланды).
Ране в состав Masoninae включали монотипическую трибу Mannokeraiini с одним родом Mannokeraia van Achterberg, 1995 и видом Mannokeraia aptera van Achterberg, 1995, позднее перенесённых в подсемейство Euphorinae. В составе подсемейства:
- Masona van Achterberg, 1995[3]
  - Masona bulbofemoralis van Achterberg, 1995 — США
  - Masona infuscata van Achterberg, 1995 — Австралия
  - Masona neon Dal Pos & Martens, 2024 - Пуэрто-Рико
  - Masona popeye Quicke & Chaul, 2019 - Бразилия
  - Masona prognatha van Achterberg, 1995 — США
  - Masona similis van Achterberg, 1995 — Австралия
  - Masona wow Dal Pos & Martens, 2024 — США
  - †Masona pyriceps van Achterberg, 2001 — Доминиканский янтарь[4]
  - ?Masona timpaynei Quicke, 2019  — Австралия, incertae sedis in Neorhacodinae (Ichneumonidae)

- †Anoblepsis Engel & Bennett, 2008 — Доминиканский янтарь
  - †Anoblepsis konokeraia Engel & Bennett, 2008[5]